# Will Richardson
William Tyrell "Will" Richardson (Hinesville, Georgia; 3 de septiembre de 1999) es un baloncestista estadounidense que pertenece a la plantilla de los Grand Rapids Gold de la G League. Con 1,96 metros de estatura, juega en la posición de base o escolta.

## Trayectoria deportiva

### Universidad
Jugó cinco temporadas con los Ducks de la Universidad de Oregón, en las que promedió 10,6 puntos, 3,3 rebotes, 3,4 asistencias y 1,3 robos de balón por partido. En su cuarta temporada fue incluido en el segundo mejor quinteto de la Pac-12 Conference.

#### Estadísticas
| Año     | Equipo | PJ  | PT  | MPP  | %TC  | %3P  | %TL  | RPP | APP | ROB | TPP | PPP  |
| ------- | ------ | --- | --- | ---- | ---- | ---- | ---- | --- | --- | --- | --- | ---- |
| 2018–19 | Oregon | 38  | 12  | 24.3 | .468 | .278 | .675 | 2.4 | 2.5 | 1.1 | .2  | 6.0  |
| 2019–20 | Oregon | 31  | 13  | 30.3 | .479 | .469 | .848 | 3.7 | 2.3 | 1.4 | .2  | 11.0 |
| 2020–21 | Oregon | 16  | 16  | 35.5 | .443 | .403 | .738 | 3.4 | 3.9 | 1.1 | .1  | 11.3 |
| 2021–22 | Oregon | 30  | 30  | 32.3 | .454 | .388 | .772 | 3.7 | 3.6 | 1.3 | .0  | 14.1 |
| 2022–23 | Oregon | 33  | 33  | 35.7 | .429 | .338 | .810 | 3.6 | 5.1 | 1.5 | .1  | 12.2 |
| Total   | Total  | 148 | 104 | 30.9 | .453 | .376 | .769 | 3.3 | 3.4 | 1.3 | .1  | 10.6 |

### Profesional
Tras no ser elegido en el Draft de la NBA de 2023, el 30 de octubre se unió a los Grand Rapids Gold de la G League, donde promedió 7.0 puntos, 2.1 rebotes y 2.9 asistencias en 17.8 minutos.
El 8 de octubre de 2024 firmó contrato con los Denver Nuggets, pero fue despedido ocho días después. El 28 de octubre se reincorporó a Grand Rapids.